# H.P. Lovecraft
Howard Phillips Lovecraft (Providence (Rhode Island), 20 augustus 1890 – aldaar, 15 maart 1937) was een Amerikaanse fantasy- en horrorschrijver. Hij staat erom bekend dat hij zijn horrorverhalen in een sciencefictionachtig kader plaatste.
Lovecraft was tijdens zijn leven een vrij onbekende schrijver. Vrijwel al zijn verhalen werden gepubliceerd in pulpbladen als Weird Tales. Tijdens zijn leven werd hij niet veel gelezen, maar zijn werk bleek zeer invloedrijk bij latere schrijvers en fans van horrorverhalen. De door hem beschreven Cthulhu Mythos, een gefingeerd universum, is nog steeds een inspiratiebron voor schrijvers. Onder anderen Stephen King, Michel Houellebecq, Bentley Little, Joe R. Lansdale, Alan Moore, Junji Ito, F. Paul Wilson, Brian Lumley, Neil Gaiman en Paul van Loon noemden Lovecrafts werk als inspiratiebron.

## Biografie

### Jonge jaren

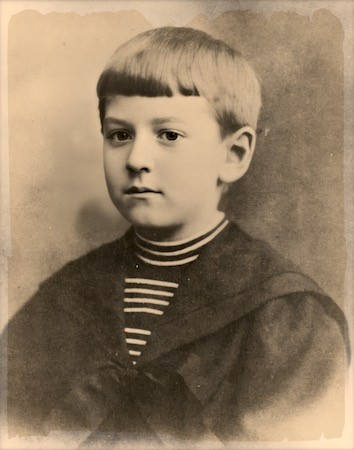
Lovecraft als kind, ca. 1900

Lovecraft werd geboren in het huis van zijn grootouders in Providence, Rhode Island als zoon van Winfield Scott Lovecraft, een handelsreiziger, en Sarah Susan Phillips. Op jonge leeftijd verhuisde Lovecraft met zijn familie naar verschillende locaties in Massachusetts. Zijn vader werd, toen Lovecraft drie jaar oud was, gedurende vijf jaar in een psychiatrisch ziekenhuis opgenomen waarschijnlijk omdat hij syfilis had. Nadien werd hij verder opgevoed door zijn moeder, door twee tantes, Lillian Phillips Clark en Annie Emeline Phillips Gamwell, en door zijn grootvader Whipple Van Buren Phillips, die hem aanmoedigde veel te lezen en die hem ook griezelverhalen vertelde. Voor Lovecraft vormden de verhalen van Edgar Allan Poe een grote inspiratiebron later in zijn leven.

Als kind leidde Lovecraft een teruggetrokken bestaan. Hij las veel en kreeg voornamelijk thuisonderwijs. Nadat zijn moeder in 1921 was gestorven ging Lovecraft naar een conferentie voor amateurjournalisten in Boston waar hij Sonia Greene leerde kennen. De twee werden verliefd en trouwden op 3 maart 1924. Samen verhuisden ze naar Brooklyn, New York. Lovecraft bleef een tijdje actief in het journalistenvak. Zo droeg hij bij aan astronomische artikelen in lokale kranten.

### Persoonlijk leven
Als volwassene had Lovecraft het uiterlijk van een lange, slanke, bleke man met heldere ogen. Hij kon niet tegen kou, had een afkeer van vis en zeevruchten en was bijzonder gesteld op katten. Lovecraft had grote belangstelling voor wetenschap en kunst in het algemeen, en voor astronomie en architectuur in het bijzonder. Hij had een bijna-fotografisch geheugen en beschikte over een uitgebreid vocabulaire. Zijn handschrift was lastig te lezen, te meer omdat hij een eigen spelling hanteerde, soms met Latijnse en Griekse uitspraaktekens, alsmede zelfbedachte woorden. Hij weigerde manuscripten uit te typen.
Wat betreft zijn persoonlijke leven, kan Lovecraft gezien worden als een 'mislukkeling'. In New York slaagde hij er niet in, ondanks tientallen sollicitaties, een betaalde baan te vinden. Zijn huwelijk liep eveneens op een mislukking uit. De Franse schrijver Michel Houellebecq, die op zestienjarige leeftijd Lovecraft ontdekte, vatte het als volgt samen: "Howard Phillips Lovecraft is een voorbeeld voor iedereen die wil leren mislukken in zijn leven [...] Die man, die niet geslaagd is in zijn leven, is uiteindelijk wel geslaagd in zijn werk." Lovecraft had in feite een levenslange afkeer van het leven. Jarenlang hield hij een flesje cyaankali binnen handbereik. Desalniettemin was hij aangeslagen door de zelfmoord van de fantasyschrijver Robert E. Howard in 1936. Zijn levenshouding kan gekenschetst worden als reactionair, in sommige opzichten zelfs puriteins (alhoewel hij het geloof van de Puriteinen in een hiernamaals verwierp). Zijn latent aanwezige racisme, ontwikkelde zich door zijn ervaringen met immigranten in New York tot een neurotische rassenhaat. Hij toonde zich een voorstander van rassensegregatie in de VS. In de jaren 1930 sympathiseerde hij enige tijd met Adolf Hitler en fantaseerde hij zelfs over massadeportaties en het gebruik van cyaangas.

### Schrijverscarrière
Lovecraft begon op zijn zestiende met schrijven, maar van de verhalen die hij tot zijn twintigste schreef bleef slechts een handvol bewaard. Hoewel deze verhalen toonden dat hij aanleg had voor het schrijversvak, zag Lovecraft hier zelf weinig in. Veel van zijn oudere verhalen waren feitelijk uitgeschreven dromen, die hij mogelijk later wilde bewerken tot volledige verhalen.
Hoewel hij volhield geen aanleg te hebben voor het schrijven van fictie en schrijven volgens hem meer een hobby was, liet Lovecraft zich toch overhalen door zijn vriend Paul Cook om wat verhalen te schrijven voor diens blad The Vagrant. Onder deze verhalen bevonden zich Dagon en Polaris. Ondanks dat hij hier niet voor betaald kreeg, merkte hij dat hij aanleg had voor het schrijven van bovennatuurlijke fictie. Gedurende de eerste jaren dat hij met schrijven zijn brood verdiende, legde Lovecraft zich vooral toe op het herzien van (meestal anoniem ingestuurde) verhalen van medeschrijvers. Zijn eigen verhalen waren slechts bijzaak. Onder de schrijvers wier werk hij verbeterde bevonden zich Adolphe de Castro, C. M. Eddy Jr., en Winifred Virginia Jackson. Lovecraft was maar zelden snel tevreden met de verhalen die hij kreeg toegestuurd.
Tussen 1919 en 1929 publiceerde Lovecraft een reeks verhalen geïnspireerd op de vondst van Lord Dunsany’s boeken. Meerdere van deze verhalen draaiden om het personage Randolph Carter; mogelijk een fictieve versie van Lovecraft zelf. Deze verhalen staan onder Lovecraftfans tegenwoordig bekend als de droomcyclus. In 1923 werd Lovecraft bovendien benaderd door J.C. Henneberger, oprichter van Weird Tales, met het verzoek verhalen voor dit blad te schrijven. In de eerste elf edities van Weird Tales, gepubliceerd van oktober 1923 tot februari 1925, stonden negen verhalen en een gedicht van Lovecraft. In 1924 schreef Lovecraft voor een speciale editie van Weird Tales het verhaal Imprisoned with the Pharaohs, dat hij schreef op verzoek van boeienkoning Harry Houdini en waarin deze de hoofdrol speelt. Houdini was zelf tevreden over het verhaal en hield nog enkele jaren contact met Lovecraft om mogelijke toekomstige projecten te bespreken.
Andere tijdschriften waar Lovecraft voor schreef waren The Unique Magazine en Astounding Stories. Aan deze bladen verkocht Lovecraft vooral verhalen die door Weird Tales waren verworpen als te lang. Tijdens de late jaren 1920 en vroege jaren 1930 werden meer en meer van Lovecrafts verhalen herdrukt in verhalenbundels.p
Lovecraft correspondeerde veel met andere schrijvers, met name schrijvers voor Weird Tales. Met hen wisselde hij ideeën uit en sprak hij af om elkaars verhalen als inspiratiebron te gebruiken. Dit groeide zodoende uit tot wat men tegenwoordig kent als de Cthulhu Mythos; een groot fictief universum dat door meerdere schrijvers als locatie voor verhalen gebruikt is. De creatie van de Cthulhu Mythos is vandaag de dag hetgeen waar Lovecraft het meest om bekendstaat. Het eerste verhaal uit de Cthulhu Mythos was The Nameless City uit 1921. Hoewel de verhalen binnen de Cthulhu Mythos los van elkaar te lezen zijn en verschillende personages en locaties bevatten, hebben ze wel allemaal een gezamenlijke achtergrond en overeenkomsten, zoals een steeds terugkerend pantheon van buitenaardse goden, beschreven in de Necronomicon, en de schrijver daarvan, Abdul Alhazred.

### Latere jaren en dood

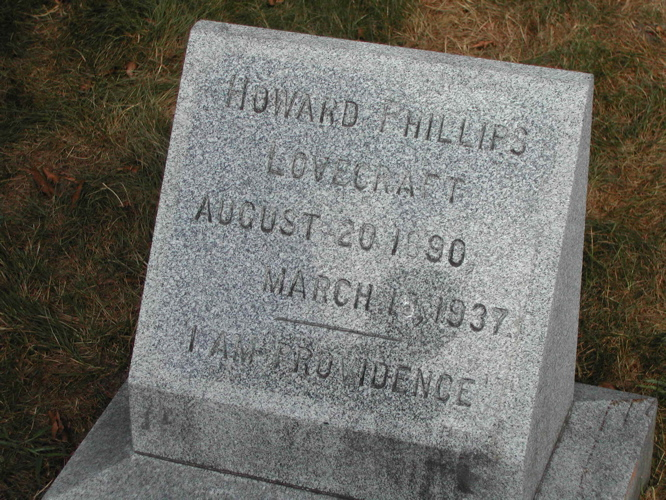
Lovecrafts graf

Ondanks zijn productiviteit als schrijver, verkeerde Lovecraft in vrij armoedige omstandigheden. Door een erfenis beschikte hij over een klein kapitaal, waarvan hij door grote spaarzaamheid lang kon leven. Toen zijn vrouw Sonia Greene, kort nadat ze in 1924 in Brooklyn waren gaan samenwonen, haar baan verloor en een nieuwe betrekking in Cincinnati, later in Cleveland aannam, weigerde hij met haar mee te verhuizen. Zijn afkeer van New York, vooral van de immigrantenbevolking, nam verder toe en in 1926 keerde hij terug naar Providence, waar hij introk bij zijn oudste tante, Lillian Clark. In de woorden van Houellebecq: "In 1926 is zijn leven in eigenlijke zin ten einde. Zijn ware oeuvre – de reeks 'grote teksten' – gaat beginnen." Pas drie jaar later bereikten Lovecraft en zijn vrouw overeenstemming over een echtscheiding, maar die werd nooit volledig doorgevoerd.
In 1936 bleek Lovecraft darmkanker te hebben, maar hij leed ook aan ondervoeding, tot zijn overlijden in 1937.
Farnsworth Wright, redacteur van Weird Tales, stond in het juli 1937-nummer van het blad stil bij Lovecrafts overlijden. In de 17 nummers die volgden werden verhalen van Lovecraft herdrukt.

## Lovecrafts werk
Veel van Lovecrafts werk is geïnspireerd door zijn eigen nachtmerries, maar ook door de snelle vooruitgang in onder andere astronomie, biologie en geologie om hem heen.

### Kosmische horror
Hoewel hij ook andere verhalen schreef, is Lovecraft vandaag de dag het meest bekend om een door hemzelf bedacht genre dat hij “kosmisisme” of “kosmische horror” noemde. Een belangrijk uitgangspunt in dit genre is dat de alledaagse werkelijkheid zoals mensen die ervaren slechts een dunne schil is om een diepere werkelijkheid, die zo complex en vreemd is dat het menselijk brein deze onmogelijk kan bevatten. Zijn werken bevatten onder andere een pantheon van gruwelijke (naar menselijke maatstaven) goden, 'de Ouden' genaamd. Een van de bekendere van deze wezens is Cthulhu. Deze diepere werkelijkheid is in zijn verhalen slechts aan weinigen bekend, vooral bij psychisch gestoorden.
Zijn werk snijdt ook meerdere thema's aan die een psychologische angst oproepen en die een nihilistisch karakter blijken te bezitten. Een van die thema's is het centrale thema dat maar al te pijnlijk de nietigheid van de mens aantoont. De decadente westerse samensenleving komt vaak oog in oog te staan met barbaarse en niet-menselijke invloeden, waaruit de nietigheid van de mens weer blijkt. Voor de 'ontknoping' interesseerde Lovecraft zich maar weinig. Lovecraftliefhebber Michel Houellebecq verwoordde het als volgt: "Geen enkel verhaal van Lovecraft vormt een mooi afgerond verhaal. Het zijn stuk voor stuk gapende, gillende brokken angst. Het volgende verhaal pakt de angst van de lezer op precies hetzelfde punt weer op om er nieuwe voeding aan te geven."
De Ouden, zoals Cthulhu, werken op een hoger niveau dan de mens en zijn daardoor gebonden aan andere natuurwetten. Ook al lijkt hetgeen Cthulhu doet het kwade, hij staat onder invloed van natuurwetten die voor de mens magie lijken. De mensheid is voor Cthulhu hetgeen de mieren voor de mensheid zijn. Ze betekenen weinig tot niets en zijn niet in staat te beseffen hoe klein en onbelangrijk ze zijn. Door vooruitgang in de wetenschap ontdekt de mens weliswaar steeds meer over zijn omgeving, maar als iemand ooit te ver zoekt en waarheid ontdekt over de Ouden en andere geheimen van het universum, drijft dit hem meteen tot waanzin, omdat het te veel is om te kunnen verwerken voor het menselijk brein.
De verhalen van Lovecraft spelen zich (gedeeltelijk) af in New England, meer bepaald in Rhode Island en Massachusetts. Lovecrafts invloedrijkste werk in het horrorgenre is mogelijk de Necronomicon, die volgens zijn verhalen zou zijn geschreven door de Arabier Abdul Alhazred.

### Thema's
Regelmatig terugkerende thema’s in Lovecrafts verhalen zijn:
Verboden kennisVerboden kennis, en dan vooral de zoektocht hiernaar, is de belangrijkste drijfveer achter het handelen van veel protagonisten in Lovecrafts verhalen. Het ontdekken van deze kennis resulteert niet zelden in de dood van de protagonist, of in spijt over wat ze hebben gedaan en de wens dat ze deze kennis nooit ontdekt hadden.
Oude sektes en religiesVeel van de goden en andere bovennatuurlijke wezens uit Lovecrafts verhalen hebben menselijke aanhangers verdeeld over meerdere sektes. Lovecraft gebruikte deze sektes vooral als een middel om de protagonisten van zijn verhalen in contact te brengen met de goden, zonder de goden zelf rechtstreeks ten tonele te hoeven voeren. Dit omdat de goden zelf geacht worden wezens te zijn die te machtig zijn om door menselijk handelen te kunnen worden gestopt.
NoodlotDe protagonisten van Lovecrafts verhalen zijn vaak niet geheel verantwoordelijk voor hun handelen, maar worden gestuurd door een hogere macht. De protagonisten komen niet zelden in situaties die ze relatief makkelijk zouden kunnen ontlopen, maar “iets” maakt dat ze toch op de ingeslagen weg door willen gaan, met alle gevolgen van dien.
RacismeEen van de meer controversiële kenmerken van Lovecrafts werk is dat zijn verhalen vaak denigrerende of ronduit racistische opmerkingen en toespelingen bevatten met betrekking tot niet-Angelsaksische culturen. Die rassenhaat ligt tevens ten grondslag aan de nachtmerrieachtige beschrijvingen van de monsterlijke wezens in de Cthulhu Mythos: "alleen rassenhaat werpt een afzichtelijke, catastrofale weerschijn over zijn laatste, grote teksten".
Bedreigde beschavingLovecraft was bekend met het werk van Oswald Spengler, wiens pessimistische kijk op de westerse samenleving en de daarin steeds meer de overhand krijgende decadentie van grote invloed waren op Lovecrafts antimodernistische wereldbeeld. Lovecraft gebruikt in zijn verhalen geregeld het concept van een beschaving die op moet boksen tegen duistere, primitieve culturen en ideeën.
Opvallend is dat de thema's seks en geld geheel ontbreken.

## Bibliografie

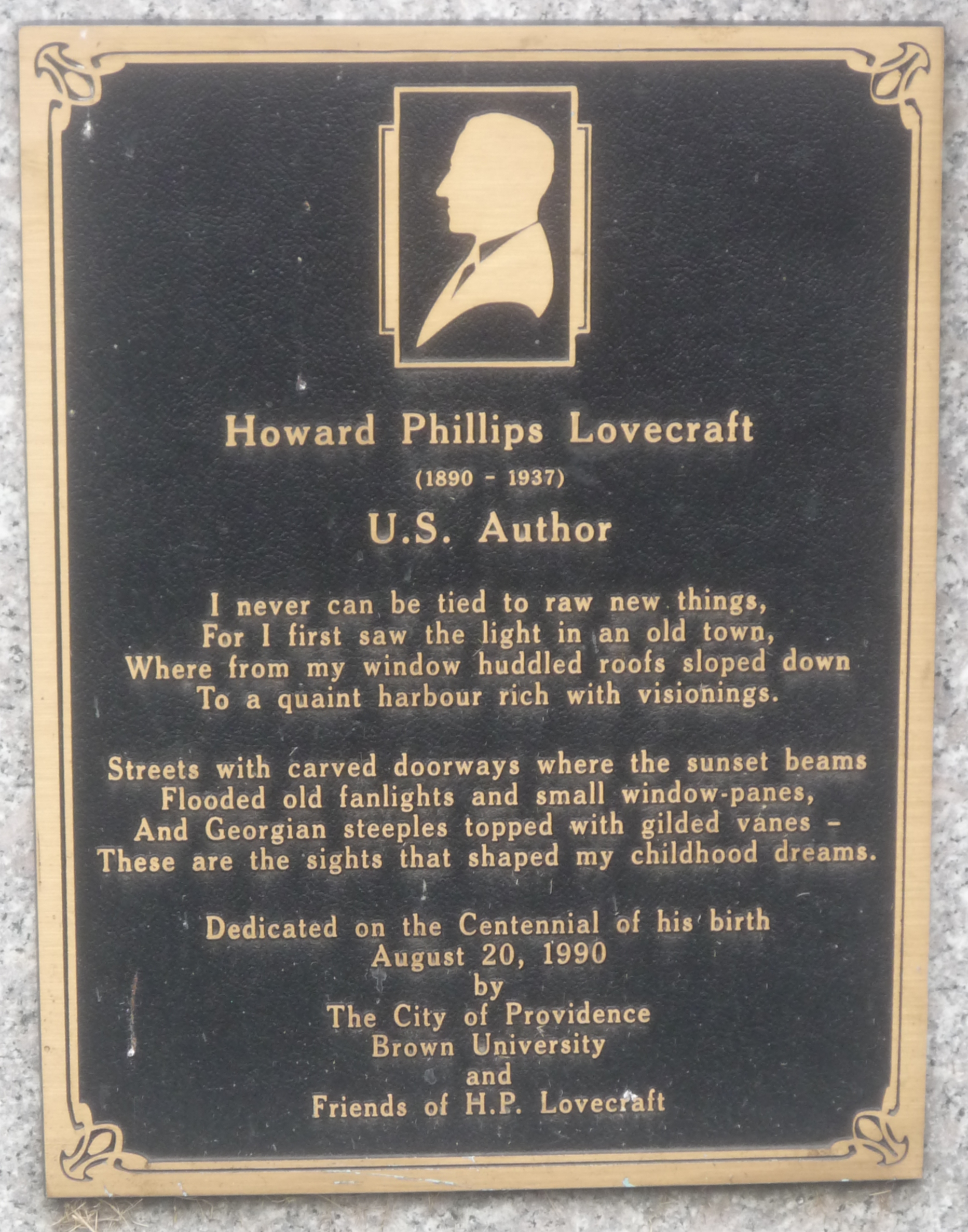
Plaquette bij John Hay Library, Brown University, Providence, onthuld op Lovecrafts '100e verjaardagsfeest'